# NGC 5020
NGC 5020 је спирална галаксија у сазвежђу Девица која се налази на NGC листи објеката дубоког неба.
Деклинација објекта је + 12° 35' 59" а ректасцензија 13h 12m 39,8s. Привидна величина (магнитуда) објекта NGC 5020 износи 12,1 а фотографска магнитуда 12,9. NGC 5020 је још познат и под ознакама UGC 8289, MCG 2-34-3, CGCG 72-24, IRAS 13102+1251, PGC 45883.